# Kurzstieliger Becherling
Der Kurzstielige Becherling (Peziza micropus) ist ein Pilz aus der Familie der Pezizaceae.

## Merkmale

### Makroskopische Merkmale
Der Kurzstielige Becherling bildet schüssel- bis flach kelchförmige Apothecien aus, die im Alter sich meist flach ausstrecken. Die Becher besitzen einen kurzen, zentralen Stiel und erreichen eine Breite von 4 bis 12 cm. Das Hymenium ist hell- bis dunkelockerbraun, die Außenseite ist immer blasser und fein kleiig. Die Konsistenz des Fruchtkörpers ist brüchig. Der Geruch ist würzig, erinnert an die Frühjahrslorchel.

### Mikroskopische Merkmale
Die Sporen sind glatt, hyalin, elliptisch und 14 bis 16 × 8,5 bis 10 μm groß. Die Asci sind zylindrisch und werden 220 bis 270 × 12 bis 14 μm groß. Die Paraphysen sind fadenförmig, zum Teil plötzlich angeschwollen. In der Mitte der Trama befindet sich eine feine Hyphenlage, die das Trama in zwei Hälften teilt. Dieses Merkmal teilt der Kurzstielige Becherling mit anderen ähnlichen Arten und es ist schon mit einer Lupe zu erkennen.

## Vorkommen
Der Kurzstielige Becherling kommt auf stark vermorschtem, aber auch festerem Holz vor. Er ist in Mitteleuropa nicht selten. Er wächst im Frühjahr und auch im Herbst.